# Constantino Zaballa
Constantino Zaballa Gutiérrez, conhecido como Tino Zaballa (Santander, Cantabria, 15 de maio de 1978), foi um ciclista espanhol oriundo da localidade cántabra de La Hayuela (Udías), profissional desde 2001 e ganhador da carreira Clássica de San Sebastián em 2005, atualmente se encontra retirado do ciclismo.

## Biografia

### Estreia e estancamento
Estreou como profissional em 2001 na equipa Kelme dirigido por Álvaro Pino, ganhando nesse mesmo ano sendas etapas na Volta a Portugal e no Tour de l'Avenir.
No entanto, depois desse grande primeiro ano, não conseguiu nenhuma vitória nas duas seguintes temporadas. Durante a sua estadia na equipa levantina coincidiu com ciclistas como Aitor González, Santiago Botero, Óscar Sevilla e Alejandro Valverde.

### Grandes vitórias

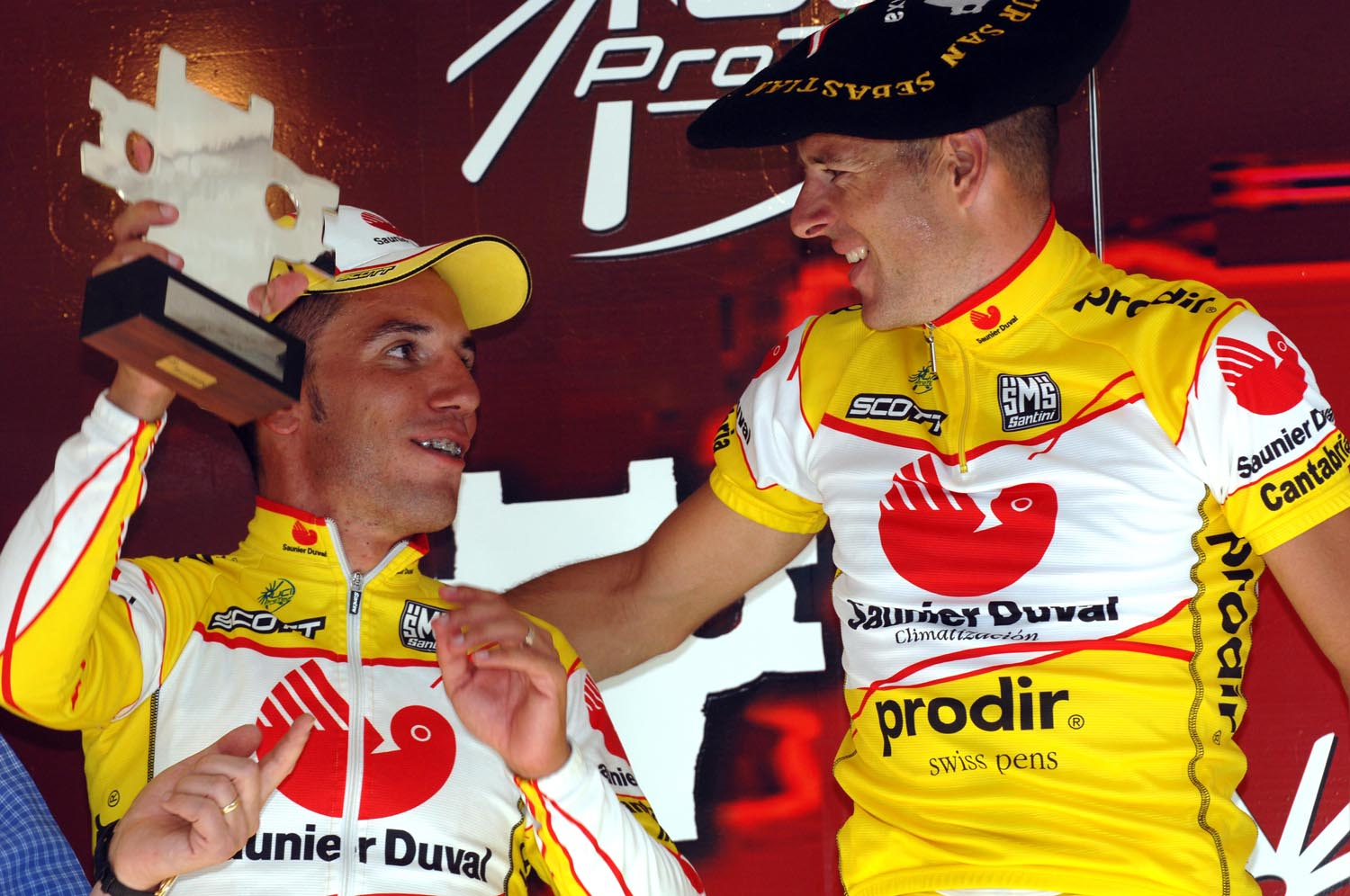
Tino Zaballa junto a Joaquim Rodríguez, no podium da Clássica de San Sebastián

Em 2004 passou ao Saunier Duval dirigido por Joxean Fernández "Matxín", voltando à senda das vitórias. Assim, ganhou uma etapa da Volta a Aragão e, sobretudo, uma etapa da Volta a Espanha.
Em 2005, na sua segunda e última temporada na equipa amarela, ganhou a Clássica de San Sebastián.
Para 2006 alinhou pela equipa Caisse d'Epargne.

### Operação Puerto
Em 2006, no marco da Operação Puerto, foi identificado pela Polícia como cliente da rede de dopagem liderada por Eufemiano Fuentes, baixo os nomes em chave número 19 e Falla. Entre as provas obtidas pelo instituto armado encontravam-se as seguintes:
- Uma gravação de vídeo realizada a 4 de maio nas que Zaballa entrava ao laboratório do Dr. Merino Batres (c/ Zurbano nº 92, entreplanta) junto ao Dr. Fuentes e José Ignacio Labarta.
- Três carteiras sanguíneas, com o seu nome em chave (número 19) e a data 4 de maio (que corresponderia ao dia da sua extracção, no laboratório de Merino Batres).[3]
- Um calendário no que se detalhava um programa de extracções/reposições de sangue.[4]

Zaballa não foi sancionado pela Justiça espanhola ao não ser o de dopagem um delito em Espanha nesse momento, e também não recebeu nenhuma sanção desportiva ao se negar ao juiz instrutor do caso a facilitar aos organismos desportivos internacionais (AMA, UCI) as provas (documentação e carteiras sanguíneas) que demonstrariam o seu envolvimento como cliente da rede de dopagem.

### Regresso sem sanção

#### Permanência na elite

##### 2007: ganhador da Euskal Bizikleta
A equipa Caisse d'Epargne não despediu ao ciclista (ao invés do que fizeram com os seus ciclistas implicados equipas como T-Mobile, CSC e Ag2r, pelo que seguiu na equipa de José Miguel Echávarri e Eusebio Unzué em 2007.
Essa temporada ganhou a Euskal Bizikleta, carreira na que além da geral se levou a etapa rainha (a última jornada com final em Arrate) e a regularidade.

#### O "desterro" português

##### 2008: estreia num calendário atípico
No entanto, para 2008 sua até então equipa decidiu não lhe renovar o contrato e Zaballa alinhou pela modesta equipa portuguesa LA Alumínios-MSS, ficando fora das principais carreiras ciclistas da temporada. Ganhou o GP Paredes Rota dos Móveis (mais uma etapa).
Nesse ano participou também na pré-temporada de ciclo-cross com o maillot do Clube Ciclista Udías ganhando as carreiras amador do Ciclocross de Medina de Pomar, Ciclocross de Knesselare, Ciclocross de San Sebastián de los Reyes e Ciclocross de Lugones.

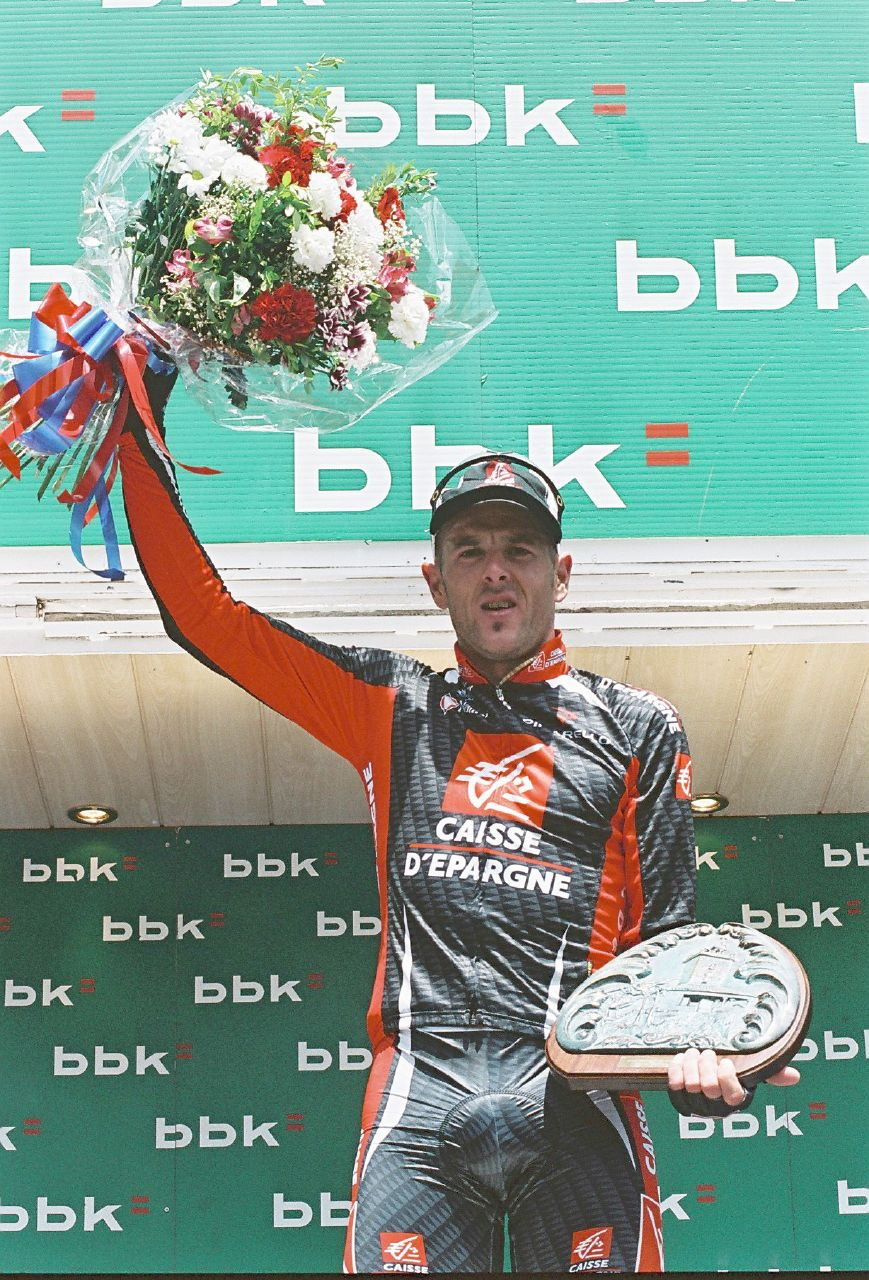
Tino Zaballa na Euskal Bizikleta do 2007

##### 2009: subcampeão da Espanha
Em 2009 correu na modesta equipa portuguesa LA-Rota dos Móveis, pelo que novamente ficou fora das principais carreiras ciclistas da temporada.
No entanto, pôde participar no Campeonato da Espanha em Estrada (na que podem participar todos os ciclistas espanhóis, independentemente da sua equipa) que se celebrava nesse ano em Cantabria por estradas pelas que ele costumava treinar, pelo que mostrou a sua ilusão ante esta cita. Posteriormente confirmou essas boas sensações e foi segundo na carreira com final em El Soplao (só superado por Rubén Plaza, também implicado na Operação Puerto e correndo sem sanção numa modesta equipa portuguesa), subindo ao pódio para recolher a medalha de prata com a sua filha Adriana (de quatro meses) em braços.
Nas declarações posteriores à carreira, Zaballa assinalou que a estrada tinha feito justiça com os desterrados. O ciclista também se perguntou por que se falava de injustiça no caso de Alejandro Valverde (condenado a dois anos de sanção pelo CONI pelo seu envolvimento na trama) e não em outros casos como o seu (relegado a equipas portuguesas menores, ainda que sem sanção).

##### 2010: Mundial Ciclocross
Devido às boas actuações cosechadas no ciclo-cross durante as temporadas de 2008-2010 foi seleccionado para disputar em Mundial da especialidade acabando em 46º lugar.

##### 2011: nova etapa no ciclismo Italiano
Em 2011 correu para a equipa Italiana Miche, coincidindo, entre outros, com o alemão Stefan Schumacher. Em princípio tinha-se anunciado o seu contrato pela equipa continental espanhol Caja Rural, mas depois da assinatura do contrato, a equipa Navarra jogou-se atrás na sua intenção de contar com o ciclista para 2011. Tino denunciou o caso ante a Associação Espanhola de Ciclistas Profissionais.

##### 2013
Em 2013, confirma-se o seu contrato pela equipa dinamarquesa Christina Watches-Onfone para a temporada de 2013-2014

##### 2014
Depois de onze anos como profissional, o ciclista cántabro ao final da temporada se retira do ciclismo activo profissional.

## Palmarés

### Estrada
| 2001 - 1 etapa da Volta a Portugal - 1 etapa do Tour de l'Avenir 2004 - 1 etapa da Volta a Aragão - 1 etapa da Volta a Espanha 2005 - Clássica de San Sebastián 2007 - Euskal Bizikleta, mais 1 etapa | 2008 - GP Paredes Rota dos Móveis, mais 1 etapa 2009 - 2º no Campeonato da Espanha em Estrada 2010 - Volta às Astúrias, mais 1 etapa 2011 - 1 etapa da Volta às Astúrias 2013 - Tour de Tipaza, mais 1 etapa - Destination Thy |

### Ciclo-cross
2009
- 3º no Campeonato da Espanha de Ciclocross

### Triatlo
2016
- Triatlo de Os 10.000 do soplao (Soplaoman)

2017
- Triatlo dos 10.000 do soplao (Soplaoman)